# Rapporto di compressione variabile
Viene generalmente definito rapporto di compressione variabile quando si ha un rapporto di compressione volumetrico che varia a seconda delle condizioni operative.

## Descrizione e principio di funzionamento
Il rapporto di compressione si definisce variabile quando la camera di combustione varia il suo volume, nei motori a due tempi, a seconda di come viene calcolato il rapporto di compressioni (metodo europeo o giapponese) e all'uso o meno della valvola parzializzatrice si può avere una discrepanza nella definizione di "rapporto di compressione variabile", difatti con questi sistemi, seguendo il metodo giapponese, si ha già una variazione del rapporto di compressione.
Tali soluzioni servono per aumentare l'efficienza energetica e/o migliorare il funzionamento del motore, infatti nel caso di mezzi ad accensione comandata, questa soluzione permette di adattare il motore a questa limitazione e garantirne un funzionamento più lineare (aumentando la compressione ai regimi dove è richiesto un maggiore anticipo e diminuendolo ai regimi che richiedono minore anticipo), un altro motivo è invece legato al carico del motore, infatti a carichi minori (motore ipoalimentato) si ha un rendimento maggiore con rapporti di compressione maggiori (in quanto altrimenti la pressione e compressione effettiva rimarrebbe bassa), invece per i motori sovralimentati e a pieno carico operativo si riduce il rapporto di compressione in quanto altrimenti s'incorrerebbe alle detonazioni.

## Storia
Questa soluzione è stata utilizzata già dagli anni novanta, nelle competizioni da cross su motori a due tempi.
Tale soluzione è stata ripresa anche agli inizi del 2000 con motori sperimentali, come il motore SAAB, presentato a Ginevra nel 2000, oppure nel primo decennio del 2000, con il diesotto, dove la variazione del rapporto di compressione permette un cambio di funzionamento del motore, passando da un sistema ad accensione comandata ad un sistema ad accensione spontanea e poco dopo anche il MCE-5 della Peugeot sempre a Ginevra.

## Tecniche

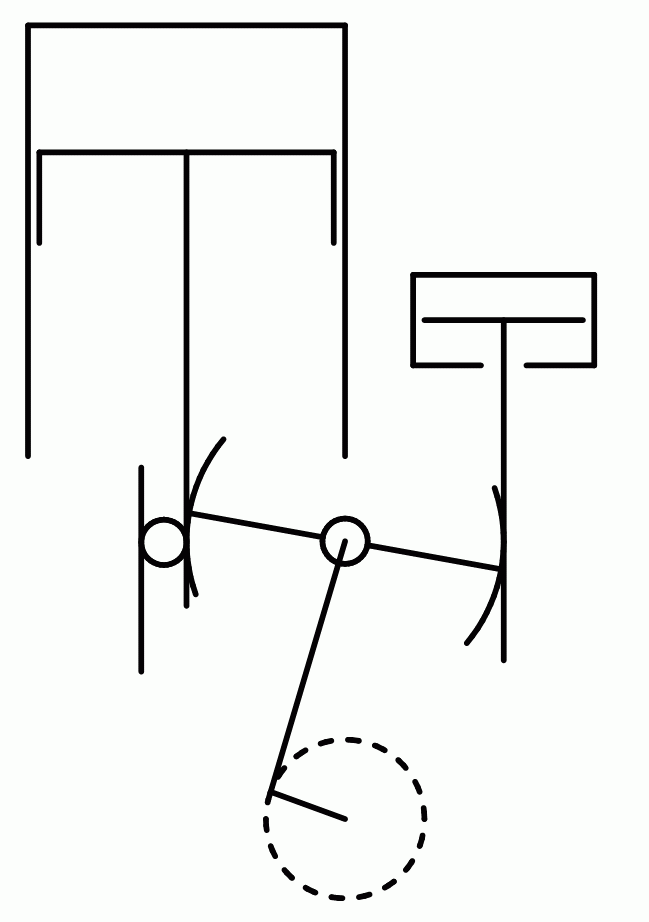
Principio del MCE-5. A sinistra, il tradizionale pistone di un motore a combustione interna. Sulla destra è un cilindro idraulico con pistone a doppio effetto. Il cui movimento regola il rapporto di compressione nel cilindro sinistra. Inferiore, biella-manovella. Trasformazioni degli movimenti di traslazione nelle rotazione con cremagliere e ruote dentate.

Questa soluzione può essere raggiunta in diversi modi.
- Variando l'altezza del profilo della testata, un sistema che alza e abbassa il profilo mobile interno della testata[3]
- Variando l'altezza dell'albero motore, la rotazione dell'albero a gomiti del motore avviene su un sistema che ne varia l'altezza entro un range d'escursione, il che permette con la medesima corsa di avere un diverso rapporto di compressione, questa tecnica viene usata sul motore diesotto della Mercedes Benz.[4]
- Variando il fulcro del leveraggio interposto tra biella e pistone, sistema Peugeot MCE-5 ("Multi Cycle Engine - 5 parameters"[5]), dove la biella agisce su un leveraggio che da un lato e vincolato da un sistema a ingranaggi, il quale permette di variare l'altezza del fulcro e il rapporto di compressione, mentre dall'altra si ha il collegamento al pistone e una ruota dentata che ruota su una cerniera, in modo da non dislocare il leveraggio, inoltre tale sistema permette di ridurre le forze laterali del pistone, riducendo l'ovalizzazione dei cilindri[6]
- Variando l'inclinazione del cilindro rispetto al blocco motore, sistema elaborato da SAAB, che prevede la rotazione del cilindro su un fulcro e messo in rotazione rispetto al blocco motore da un sistema di tipo biella manovella, il quale fa ruotare il cilindro con tutta la testata e varia il rapporto di compressione[7][8]